# Fissidens perpellucidus
Fissidens perpellucidus är en bladmossart som beskrevs av Hugh Neville Dixon 1935. Fissidens perpellucidus ingår i släktet fickmossor, och familjen Fissidentaceae. Inga underarter finns listade i Catalogue of Life.